# Fredrik Bajer
Fredrik Bajer (Vesteregede, 21 april 1837 – Kopenhagen, 22 januari 1922) was een Deens schrijver, leraar en politicus. In 1908 won hij samen met Klas Pontus Arnoldson de Nobelprijs voor de Vrede.

## Biografie
Bajer werd geboren als zoon van een dominee. Hij diende als officier in het Deense leger, en vocht onder andere in 1864 mee in de oorlog tegen Pruisen en Oostenrijk. Tijdens deze oorlog werd hij gepromoveerd tot eerste luitenant. In 1865 nam hij ontslag uit het leger en vertrok naar Kopenhagen. Daar werd hij vertaler, leraar en schrijver.
In 1872 deed Bajer zijn intrede in het Deense parlement als lid van het Folketing. Hij behield hier gedurende 23 jaar een zetel. Als lid van het parlement zette hij zich in voor internationale arbitrage voor het oplossen van conflicten tussen landen. Dankzij zijn inzet werden buitenlandse relaties officieel onderdeel van de taken van het Deense parlement, en nam Denemarken deel aan de Interparlementaire Unie.
Bajer steunde veel vredesorganisaties, zowel binnen als buiten Denemarken.